# Themisz
Themisz egy görög titanisz a görög mitológiában. Uranosz és Gaia lánya. Az Olümposzon tanácsadó az igazság ügyeiben, Zeusszal együtt tartja fenn a rendet, a természetben és az emberi ügyekben. Jóslatokat is kértek tőle, Apollón Delphiben az ő örökébe lépett. Számos helyen tisztelték őt Hellaszban. A képzőművészetben mérleggel ábrázolták. A törvényes világrendnek a mitológiai megtestesítője. Mellékneve: Széporcájú.